# Бердышев, Антон Александрович
Антон Александрович Бердышев (Пустой шаблон {{ВД-Преамбула}} ) — российский хоккеист, защитник. Мастер спорта России.

## Биография
Играл в российских командах высшей и первой лиг «Рубин» «Газовик» Тюмень (1999/2000, 2001/02 — 2002/03, 2003/04 — 2004/05, 2005/06 — 2007/08), «Рубин-2» (1999/2000), «Газовик» (2000/01), «Газовик-Универ» (2001/02 — 2002/03, 2003/04 — 2004/05, 2005/06, 2007/08 («Газовик-СибГУФК»)), «Южный Урал» (2002/03), «Динамо-Энергия» Екатеринбург (2004/05), «Зауралье» Курган и «Саров» (2008/09). Провёл 11 матчей в чемпионате Казахстана за «Арыстан» Темиртау.
Победитель хоккейного турнира зимней Универсиады 2003 года. Серебряный призёр хоккейного турнира зимней Универсиады 2007 года.